# Daceton

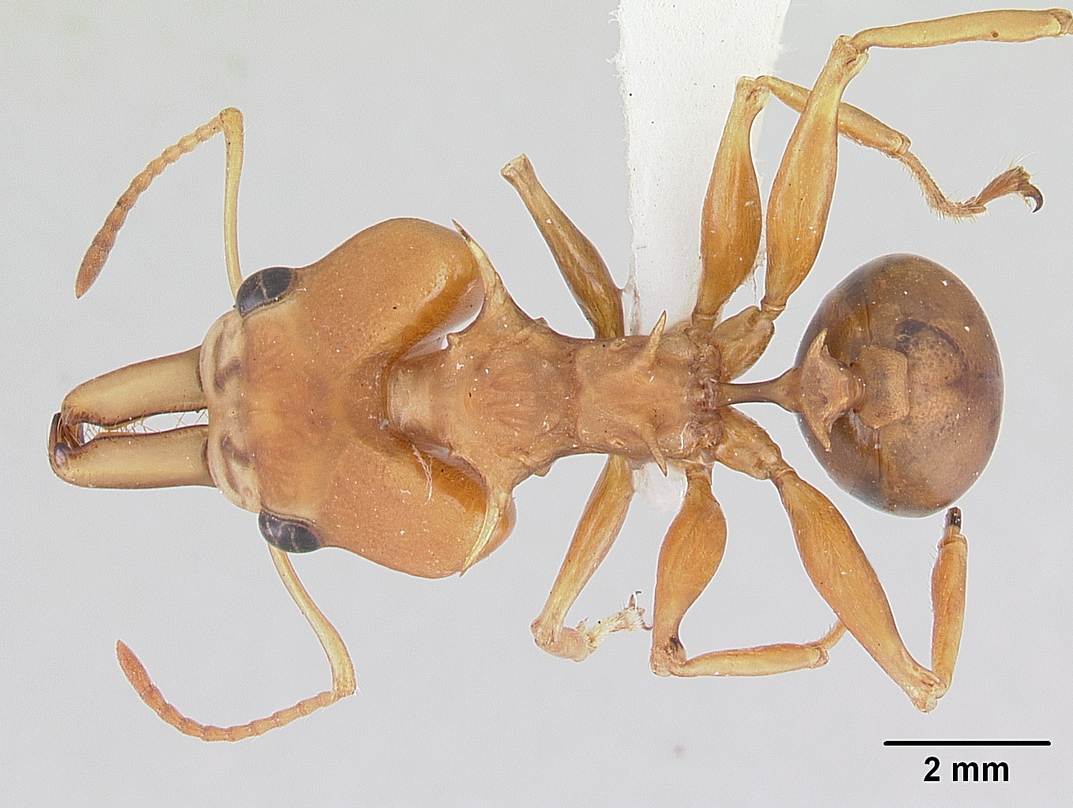
Муравей Daceton armigerum

Daceton (лат.) — род древесных тропических муравьёв трибы Attini из подсемейства Myrmicinae (ранее в составе трибы Dacetini). 2 вида.

## Распространение
Неотропика: Боливия, Бразилия, Венесуэла, Гайана, Колумбия, Перу, Суринам, Тринидад и Тобаго, Французская Гвиана, Эквадор.

## Описание
Среднего размера полиморфные муравьи, длиной около 1 см (рабочие особи от 7 до 18 мм). Живут в ветвях и стволах тропических деревьев. Окраска светло-коричневая. Голова сердцевидная с длинными мандибулами. Усики 11-члениковые, нижнечелюстные щупики из 5, а нижнегубные из 3 члеников. Длина головы 1,44—4,06 мм, ширина головы 1,58—4,17 мм. На груди имеют две-три пары защитных шипов (самые длинные на переднеспинке немного изогнуты вперед). Активные хищники, совершающие одиночную фуражировку. Семьи состоят из нескольких тысяч муравьёв. Мелкие муравьи с шириной головы менее 2 мм за пределами своих гнёзд не наблюдаются.

## Систематика
Более 200 лет род трактовался как монотипный. И только в 2008 году перуанский энтомолог Frank Azorsa и мирмеколог из США Jeffrey Sosa-Calvo описали второй вид этого древесного рода муравьёв. Более ста лет род Daceton все систематики включали в состав трибы Dacetini. В 2014 году Daceton был включён в состав расширенной трибы Attini, где его выделяют в отдельную родовую группу Daceton genus-group, более близкую к муравьям-грибководами из Attini s.str. (в старом узком составе).
- Daceton armigerum (Latreille, 1802) (=Formica armigera)typus
- Daceton boltoni Azorsa and Sosa-Calvo, 2008[2]